# Werner Lohn

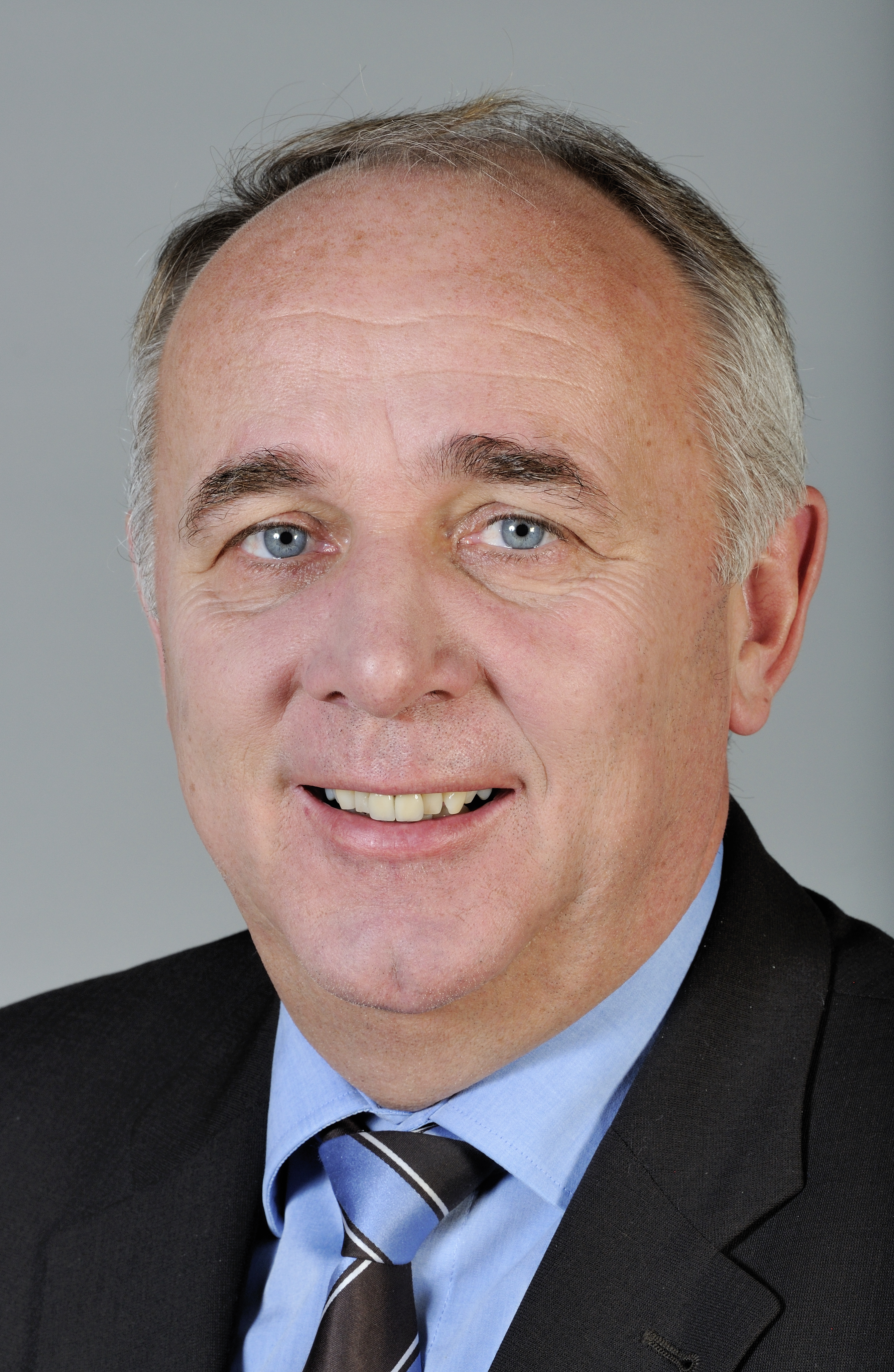
Werner Lohn (2013)

Werner Lohn (* 17. Februar 1958 in Geseke) ist ein deutscher Politiker (CDU) und war von 2004 bis 2017 Landtagsabgeordneter in Nordrhein-Westfalen.

## Politischer Werdegang
Lohn trat als gelernter Polizist 1990 in die CDU ein und ist seit 1994 Ratsmitglied in Geseke, ab 1999 Ortsvorsteher von Langeneicke, Ermsinghausen, Mittelhausen und ab 2001 Vize-CDU-Fraktionschef. Zur Landtagswahl 2000 kandidierte er für den Landtag, unterlag jedoch mit einem Rückstand von lediglich 43 Stimmen. Er rückte 2004 als Nachrücker in den Landtag ein und wurde bei der Landtagswahl 2005 für den Wahlkreis Soest II mit den Kommunen Anröchte, Erwitte, Geseke, Lippstadt und Warstein direkt gewählt. Er war Mitglied im Ausschuss für Arbeit, Gesundheit und Soziales. Bei der Landtagswahl 2010 errang Lohn erneut das Direktmandat in seinem Wahlkreis. Die Landtagswahl 2012 konnte Lohn sein Direktkandidat im Landtagswahlkreis Soest II nicht verteidigen und zog über die Reserveliste (Platz 16) in den Landtag ein. Seitdem ist er Mitglied im Innenausschuss, im Kommunalausschuss und Sprecher der CDU-Landtagsfraktion im Haushalts- und Finanzausschuss (Unterausschuss Personal) sowie Mitglied des Parlamentarischen Kontrollgremiums für den Verfassungsschutz.
Zur Landtagswahl 2017 trat Werner Lohn nicht wieder an und schied so zum 1. Juni 2017 aus dem Landtag von NRW aus.

## Persönliches
Werner Lohn ist verheiratet und hat drei Kinder. 
Er ist Diplom-Verwaltungswirt (FH) und Kriminalhauptkommissar.